# برايان غليني
برايان غليني هو لاعب هوكي الجليد كندي، ولد في 29 أغسطس 1946 في تورونتو في كندا.

## وصلات خارجية
- برايان غليني على موقع دوري الهوكي الوطني (الإنجليزية)
- برايان غليني على موقع EliteProspects.com (الإنجليزية)
- برايان غليني على موقع HockeyDB.com (الإنجليزية)
- برايان غليني على موقع Hockey-Reference.com (الإنجليزية)
- برايان غليني على موقع أوليمبيديا (الإنجليزية)
- برايان غليني على موقع قاعة كندا للمشاهير الرياضية (الإنجليزية)